# Droga margrabiów
Droga Margrabska (Via Marchionis, Markgrauenwek) – nazwa szlaku prowadzącego z Niemiec na ziemie zakonu krzyżackiego, prowadzącego przez tereny Nowej Marchii i Pomorza do Prus. Droga ta miała kilka odgałęzień i służyła gościom zakonu krzyżackiego do podróży drogą lądową z Frankfurtu nad Odrą w Nowej Marchii do Malborka w państwie Zakonu Krzyżackiego (podróż drogą morską wiodła przez Gdańsk).
Via Marchonis uczęszczana była głównie przez gości z krajów niemieckich, inni goście krucjat na ziemie Prusów początkowo zdążali także przez ziemie polskie, lecz w momencie nasilenia konfliktu polsko-krzyżackiego w XV wieku droga przez Królestwo Polskie była dla gości Zakonu praktycznie niedostępna. W XV i XVI wieku na ziemie zakonu w Prusach zaczęli ściągać coraz częściej najemnicy – głównie z Czech. Szlak ten miał znaczenie strategiczne – stąd też próby opanowania jak największej liczby zamków i miast na jego trasie zarówno przez Polskę i Zakon. Poruszali się tędy nie tylko rycerze i najemnicy, ale także kupcy i podróżnicy, którzy narażeni byli też na napady zbrojne np. w 1388 pod Szczecinkiem rycerze-rozbójnicy z rodu Borkow porwali księcia Geldrii, wypuszczonego za wysokim okupem.
Według Kazimierza Ślaskiego w XIII wieku główna droga szlaku margrabiów wiodła od zachodu przez brody na Odrze, Cedynię, Chojnę, Myślibórz, Choszczno, Mirosławiec, Czaplinek, Jastrowie, Człuchów, Chojnice i Starogard Gdański do Malborka. Na ziemiach Zakonu szlak rozgałęział się na Tucholę, Świecie i Chełmno do Torunia. Dodatkowo przybysze z południowego zachodu przeprawiali się przez Odrę pod Kostrzynem lub Krosnem, a potem przez Wartę pod Gorzowem.
Po podboju Prus punktem zbornym wypraw na Litwę i Żmudź stał się Królewiec, dokąd szlak wiódł na północ przez Malbork.
W 2006 powstała inicjatywa pod nazwą Polski Szlak Krzyżowców, który przebiegać ma przez miejscowości położone na dawnej Via Marchionis.